# Удивительная миссис Мэй
«Удивительная миссис Мэй» (англ. The Children Act — Закон о детях) — драматический фильм режиссёра Ричарда Эйра, экранизация одноимённого романа Иэна Макьюэна, написавшего сценарий к фильму.
Премьера состоялась 9 сентября 2017 года на 42-м Кинофестивале в Торонто, в широкий прокат в Великобритании картина вышла 24 августа 2018 года.

## Сюжет
Название фильма отсылает к британскому «Закону о детях» 1989 года, который был принят с целью обеспечить защиту несовершеннолетних и способствовать их благополучию, что включает в себя действие вопреки желанию родителей в определённых случаях.
Действие фильма начинается в тот момент, когда судья Высокого суда Англии Фиона Мэй выносит вердикт, по которому даёт разрешение хирургам на разделение сиамских близнецов, в результате чего один из младенцев должен погибнуть. После заседания суда она возвращается домой, где у неё происходит тяжёлый разговор с мужем Джеком. Муж сетует на то, что они стали совсем чужими и давно не занимались любовью. Он даже угрожает ей завести любовницу. 
На следующий день Фиона получает телефонный звонок из суда — ей сообщают о срочном деле в отношении 17-летнего Адама Генри, страдающего лейкемией. Для продолжения лечения ему необходимо переливание крови, однако родители Адама относятся к религиозной организации свидетелей Иеговы, которая запрещает подобные процедуры. 
На заседании суда позиции обеих сторон выглядят сильными и убедительными. Помощник судьи зачитывает сообщение от Адама, в котором он принимает свою болезнь и готов умереть, не отступив от своих принципов. 
Для вынесения решения Фиона едет в больницу, чтобы встретиться с Адамом. Ей нужно понять, почему молодой начинающий музыкант и поэт готов позволить болезни взять верх.
Адам говорит судье, что кровь — это сущность человека, его душа, дар Бога, поэтому он не может заменить свою кровь чужой кровью и отказывается от переливания. Судья покидает больницу, оставив Адама в недоумении. Вернувшись в суд Фиона выносит решение в пользу переливания, т. к. жизнь Адама важнее религиозных принципов. Дома Фиона продолжает неприятный разговор с Джеком. Выясняется, что муж изменил ей со своей коллегой. Фиона инициирует развод. 
Адаму производят переливание и он идёт на поправку. Выписавшись из больницы он первым делом звонит Фионе, но она не поднимает трубку. Тогда Адам встречает её на улице и даёт ей свои стихи и письма. Фиона просит оставить её в покое и больше не преследовать.
Фиона едет на поезде в Ньюкасл и по пути читает письма, которые передал ей Адам. Вечером во время делового ужина её вызывают к телефону, но поднявшись наверх она с удивлением встречает Адама. В разговоре Адам признаётся, что его желание смерти было романтическим приключением. Он упивался собственной болезнью и страданиями, но сейчас считает это ошибкой. Адам хочет жить с Фионой и выполнять любую работу по дому. Всё это для Фионы выглядит как наваждение. Эмоциональный монолог Адама трогает её, тем не менее Фиона отправляет его обратно в Лондон.
В свободное от работы время Фиона музицирует вместе с коллегами. Перед концертом она получает записку, в которой написано, что Адам снова болен и отказывается видеть своих родителей. Фиона потрясена — она не может исполнить весёлую мелодию на фортепиано. Фиона спешит на такси в хоспис святого Давида, где находится Адам. Юноша почти в бессознательном состоянии произносит только: «Мой выбор, ваша честь…». Адам стал совершеннолетним и отказался от повторного переливания. Вернувшись домой, Фиона рассказывает всю историю Адама мужу.

## В ролях
- Эмма Томпсон — Фиона Мэй, достопочтенная судья миссис Мэй, дама-коммандор Британской империи
- Стэнли Туччи — Джек Мэй[4]
- Финн Уайтхед — Адам Генри[3]
- Бен Чаплин — Кевин Генри[5]
- Айлин Уошл — Наоми Генри[5]
- Энтони Калф — Марк Бернер[5]
- Джейсон Уоткинс — Найджел Поулинг[4]
- Доминик Картер — Роджер
- Рози Кавалиеро — Марина Грин

## Отзывы и критика
«Закон о детях» получил в целом положительные и нейтральные отзывы. На агрегаторе отзывов Rotten Tomatoes фильм держит рейтинг 70%. На сайте Metacritic фильм имеет рейтинг в 62 пункта из 100, что соответствует шкале «в основном положительные отзывы». The Observer в своём отзыве назвал фильм «странным, но непонятно притягательным. Однако темп фильма столь неторопливый, что это делает его не всегда убедительным».
После премьеры в Торонто рецензент The Guardian описал фильм, как «умный и современный, с очень хорошими актёрами, поставленный ясно и с пониманием. Видно постоянное элегантное представление деталей». После официального релиза на экранах другая обозреватель The Guardian отмечала, что «сюжет одновременно полностью убедителен и абсолютно лишён смысла», поставив фильму 3 звезды из пяти.
Обозреватель New Yorker отмечает, что фильм точно доносит мысль о том, что начитанность и образованность, которые так высоко ценятся их обладателями, не являются мерилом ценности человека или его статуса в глазах закона. «Фильм стоит посмотреть хотя бы по этой причине, которые вы оцените после окончания просмотра, и, в первую очередь, ради Эммы Томпсон».
Все рецензенты высоко отзываются об игре Эммы Томпсон. Обозреватель Rolling Stone назвал её «чрезвычайно уверенной и неизгладимо трогательной». The Guardian отметил, что Томпсон «в очередной раз безукоризненно исполнила роль», а её исполнение, «элегантное и уязвимое», тянет на себе фильм. В Independent отмечается, что Томпсон играет Фиону очень умно и чувственно, донося внутреннюю борьбу персонажа в её попытках привести в гармонию свою карьеру, моральные принципы и собственные желания.